# Andricophiloscia stepheni
Andricophiloscia stepheni là một loài chân đều trong họ Philosciidae. Loài này được Nicholls & Barnes miêu tả khoa học năm 1927.